# Morga
Morga est une commune de Biscaye dans la communauté autonome du Pays basque en Espagne.

## Géographie

### Quartiers
Les quartiers de Morga sont Andra Mari, Eskerika, Ganbe, Meaka, Meakaur (quartier principal), Morgaondo, Oñarte et Altamira.

## Démographie
| Évolution démographique entre 1857 et 1991 | Évolution démographique entre 1857 et 1991 | Évolution démographique entre 1857 et 1991 | Évolution démographique entre 1857 et 1991 | Évolution démographique entre 1857 et 1991 | Évolution démographique entre 1857 et 1991 | Évolution démographique entre 1857 et 1991 | Évolution démographique entre 1857 et 1991 | Évolution démographique entre 1857 et 1991 | Évolution démographique entre 1857 et 1991 | Évolution démographique entre 1857 et 1991 | Évolution démographique entre 1857 et 1991 | Évolution démographique entre 1857 et 1991 | Évolution démographique entre 1857 et 1991 | Évolution démographique entre 1857 et 1991 |
| 1857                                       | 1877                                       | 1887                                       | 1900                                       | 1910                                       | 1920                                       | 1930                                       | 1940                                       | 1950                                       | 1960                                       | 1970                                       | 1980                                       | 1991                                       | 2001                                       | 2006                                       |
| ------------------------------------------ | ------------------------------------------ | ------------------------------------------ | ------------------------------------------ | ------------------------------------------ | ------------------------------------------ | ------------------------------------------ | ------------------------------------------ | ------------------------------------------ | ------------------------------------------ | ------------------------------------------ | ------------------------------------------ | ------------------------------------------ | ------------------------------------------ | ------------------------------------------ |
| 579                                        | 665                                        | 653                                        | 759                                        | 752                                        | 805                                        | 802                                        | 851                                        | 842                                        | 665                                        | 467                                        | 378                                        | 347                                        | 406                                        | 404                                        |
| Source: Morga                              |                                            |                                            |                                            |                                            |                                            |                                            |                                            |                                            |                                            |                                            |                                            |                                            |                                            |                                            |

## Culture locale et patrimoine

### Lieux et monuments
- Col de Morga (329 m), classé en 4e catégorie au Grand prix de la montagne, emprunté lors de la 1re étape du Tour de France 2023.

### Sources
- (es) Cet article est partiellement ou en totalité issu de l’article de Wikipédia en espagnol intitulé « Morga » (voir la liste des auteurs).